# Boiga angulata
Boiga angulata är en ormart som beskrevs av Peters 1861. Boiga angulata ingår i släktet Boiga och familjen snokar. IUCN kategoriserar arten globalt som livskraftig. Inga underarter finns listade.
Arten förekommer i Filippinerna med undantag av de västliga öarna. Den vistas i låglandet och i bergstrakter upp till 2500 meter över havet. Habitatet utgörs av fuktiga skogar. Boiga angulata kan leva i återskapade skogar och ibland besöker den trädodlingar.
Honor lägger ägg.